# Lago Carezza
Der Lago Carezza ist ein 180 m langer, 80 m breiter und maximal 2 m tiefer See an der Scott-Küste des ostantarktischen Viktorialands. Er liegt 6 km östlich des Mount Abbott und 2,6 km südsüdwestlich der Mario-Zucchelli-Station in den Northern Foothills am Ufer der Terra Nova Bay in einer Höhe von 167 m. 
Italienische Wissenschaftler benannten ihn 1997 wegen seines ähnlichen Aussehens nach dem Karersee (italienisch Lago di Carezza) in Südtirol.